# 千里村 (富山県)
千里村（ちさとむら）は、かつて富山県婦負郡にあった村。

## 沿革
- 1889年（明治22年）4月1日 - 町村制の施行により、婦負郡島田村、熊野道村、小倉村、大坪森田村、沢田村、鉾木村、高日附村、余川新村、上井沢村の区域の一部、余川村の区域の一部及び下井沢村の区域一部の区域をもって、婦負郡千里村が発足する。
- 1942年（昭和17年）6月20日 - 婦負郡千里村及び富川村が合併して、婦負郡神保村が発足する。

## 歴代村長
出典→
1. 渡辺正風（1889年5月25日 - 1893年9月18日）
2. 藤井初太郎（1893年10月12日 - 1896年1月5日）
3. 平井忠太郎（1896年2月12日 - 1900年2月11日）
4. 渡辺源太郎（1900年3月1日 - 1904年2月28日）
5. 藤井健太郎（1904年2月29日 - 1907年8月22日）
6. 江尻三郎（1907年9月4日 - 1908年7月27日）
7. 大沢源太郎（1908年8月10日 - 1910年3月3日）
8. 藤井元吉（1910年3月31日 - 1916年7月27日）
9. 竹内与作（1916年7月27日 - 1924年7月26日）
10. 藤井稠弘（1924年8月8日 - 1928年8月7日）
11. 西田源太郎（1928年8月8日 - 1932年8月7日）
12. 沢野竹次郎（1932年8月11日 - 1936年8月10日）
13. 小沢六左衛門（1936年8月12日 - 1940年8月11日）
14. 渡辺安衛（1940年8月12日 - 1942年6月19日）